# Black Flag
Black Flag (рус. Чёрный флаг) — американская панк-рок-группа, основанная в 1976 году в Хермоса-Бич, штат Калифорния. Изначально группа называлась Panic. Её основали гитарист, автор большинства песен и единственный бессменный участник группы Грег Джинн и вокалист Кит Моррис. Они считаются одной из первых хардкор-панк-групп, а также одними из пионеров пост-хардкора. После распада в 1986 году Black Flag воссоединились в 2003-м, а затем снова в 2013-м. Второе воссоединение продлилось больше года, и за это время группа выпустила свой первый студийный альбом почти за 30 лет — What The… (2013 г.). Группа объявила о своём третьем воссоединении в январе 2019 года.
В звучании Black Flag грубая простота Ramones сочеталась с атональным гитарным соло в стиле, близком к соло ведущего гитариста New York Dolls Джонни Сандерса, а в более поздние годы — с частыми сменами темпа. Тексты в основном писал Джинн, и, как и другие панк-группы конца 1970-х — начала 1980-х, Black Flag выражали антиавторитарные и нонконформистские идеи в песнях, наполненных описаниями социальной изоляции, неврозов, бедности и паранойи. Эти темы получили дальнейшее развитие, когда в 1981 году к группе присоединился Генри Роллинз в качестве вокалиста. Бо́льшая часть материала группы была выпущена на независимом лейбле Джинна SST Records.
На протяжении 1980-х годов звучание Black Flag, как и их популярность, менялось. Помимо того, что они сыграли ключевую роль в создании хардкор-панка, они были новаторами первой волны американского панк-рока на Западном побережье и оказали значительное влияние на панк-субкультуру в США и за рубежом. Помимо того, что они были одной из первых панк-рок-групп, в чьём звучании присутствовали элементы и влияние мелодий и ритма хэви-метала, в их музыке часто звучали элементы фри-джаза и современной классической музыки, особенно в гитарных партиях Джинна, и на протяжении всей своей карьеры группа перемежала записи и выступления инструментальными композициями. Они также исполняли более длинные, медленные и сложные песни в то время, когда другие группы в их среде играли в сыром, быстром формате с тремя аккордами.
Black Flag пользуются уважением в панк-субкультуре, в первую очередь за неустанное продвижение автономной панк-этики и эстетики «DIY». Их часто называют первопроходцами в движении андеграундных лейблов «DIY». Благодаря постоянным гастролям по США, Канаде и иногда по Европе Black Flag обзавелись преданными поклонниками.

## История

### Ранний период (1976—1978)
Группа была создана летом 1976 года в Хермоса-Бич (Калифорния) под впечатлением гитариста Грега Гинна от простоты и непосредственности первого альбома таких панк-групп, как The Stooges и Ramones. Изначально группа имела название Panic, состав которой был непостоянен. Уже в 1977 году помимо Гинна в него входили вокалист Кит Моррис и барабанщик Брайан Мигдол. Коллектив в то время находился в поиске бас-гитариста, так как на это место не было постоянного и надёжного участника, и репетиции часто приходилось проводить без него. На его месте в разное время были Раймонд Петтибон (он же брат Грега — Раймонд Гинн), Канзас и Глен «Спот» Локетт. Петтибон и Спот позже сотрудничали с группой: первый разрабатывал дизайн обложек для выходящих пластинок, а второй являлся сопродюсером многих из них. Так же, в качестве басиста часто выступал и Грег Гинн, что в последующем способствовало развитию низкого звучания его гитары. Вскоре на это место пришёл Чак Дуковски, ранее игравший в группе Wurm, тем самым образуя квартет. Грег Гинн:
Я знал, что Кит хотел играть на ударных. Я убедил его петь и он не хотел идти на это, но наконец сказал: «хорошо». У меня имелось несколько песен, которые я написал в течение определенного периода времени и мы начали репетировать их, но знали, что некому было играть на ударных, но мы нашли этого парня и того, кто будет играть на басу. Вскоре мы собрались, образовав группу. Тогда она называлась Panic.

Первое выступление новоиспеченного коллектива прошло в декабре 1977 года в городе Редондо-Бич вблизи Лос-Анджелеса. В конце 1978 года было решено изменить название группы на Black Flag, так как уже существовал коллектив именуемый Panic. Имя группе дал Раймонд Петтибон. Он сказал:
Если белый флаг обозначает капитуляцию, то чёрный флаг представляет анархию.
Он также спроектировал логотип группы: стилизованный анархистский чёрный флаг представлен как четыре черные полосы.
Black Flag организовывали свои собственные концерты, выступая на пикниках, вечеринках, в школах и многих других местах где это было доступно, хотя имели несколько возможностей выступить в Южной Калифорнии. В то время интерес к панк-року начал постепенно спадать, но группу это не останавливало. Звучание Black Flag было достаточно жесткое и быстрое, а тексты песен были ещё злее чем у предшествующих им панк-групп, это и повлекло за собой появления нового музыкального направления — хардкор.

### Первые успехи и приход популярности (1978—1981)
Чак Дуковски, помимо игры на бас-гитаре, выступал в роли гастрольного менеджера группы, в том числе после того, когда уже не входил в её состав, и часто представлял группу в прессе, так как являлся персоной, привлекающей к себе значительное внимание (был очень умным и быстро говорил), хотя лидером коллектива являлся Грег Гинн.
В октябре 1978 года группа выпустила свой первый мини-альбом Nervous Breakdown (с англ. — «Нервный срыв»). Запись попала на лейбл Bomp, но в связи с отказом фирмы её выпустить, группа решила создать собственный лейбл, что и было осуществлено. Дав фирме название SST Records (Solid State Transmitter Records), группа всё-таки выпустила EP. В этом году группу покинул Брайана Мигдол, место которого занял Роберто «РОБО» Вальверд. Под новым названием группы свой первый концерт музыканты отыграли 27 января 1979 года в Редондо-Бич. Всяческие разногласия привели к уходу из группы Кита Морриса в ноябре 1979 года. Его уход имел скорее положительный, чем отрицательный характер, так как Моррис создал группу Circle Jerks, которая также внесла колоссальный вклад в развитие хардкора. На место вокалиста пришёл Рон Рейес, с которым Black Flag на студии Media Art Studios записали второй мини-альбом Jealous Again, который был выпущен в августе 1980 года. В новом составе группа гастролировала западному побережью США, вследствие чего у неё стало больше поклонников за пределами Лос-Анджелеса.
23 мая 1980 года во время выступления в клубе «The Fleetwood» в Редондо-Бич, Рейес покинул Black Flag и оставшуюся часть выступления группе пришлось играть расширенную версию песни «Louie Louie». В этом же году на место вокалиста в коллектив вступил Дез Кадена, который также играл с The Misfits. Первым релизом группы с новым вокалистом стал сингл Louie Louie, выпущенный на семидюймовом виниле компанией Posh Boy Records. Заглавной песней пластинки является кавер-версия старой рок-н-ролльной композиции Ричарда Берри 1955 года, вторая сторона содержала трек «Damaged I». В июне группа выпустила ещё один мини-альбом пол названием Six Pack, который был записан месяцем ранее на Media Art Studios. Альбом был выпущен на 7, 10 и 12-дюймовом виниле. В конце года группа провела гастроли по США. В июне 1981 года на 7-, 10- и 12-дюймовом виниле был выпущен третий мини-альбом Six Pack.
В августе 1981 года Деза Кадену на вокале заменил Генри Роллинз, с чьим приходом вопрос о вокалисте среди участников Black Flag больше не вставал. Его встреча с группой произошла в то время, когда Black Flag гастролировали по восточному побережью США. На импровизированной сцене в одном из баров, он обратился к музыкантам с просьбой исполнить композицию «Clocked In», а Кадена в предложил это сделать ему самому, после чего группа пригласила Роллинза на прослушивание, во время которого, под впечатлением от его вокального исполнения, попросила стать их постоянным участником и, немного подумав, тот согласился, а Дез Кадена стал в группе гитаристом. Роллинз провел выступления с группой в оставшейся части тура.

### Damaged и гастрольный период (1981—1984)
Итак, в составе из Генри Роллинза, Грега Гинна, Чака Дуковски и РОБО в августе 1981 года на студии Unicorn Studios был записан первый альбом Damaged, который был выпущен 5 декабря 1981 года. В Европе он был выпущен компанией Roadrunner Records в 1982 году с немного измененным трек-листом. Обложка была сделана фотографом Эдом Колвером. На ней сфотографирован Генри Роллинз, бьющий кулаком в зеркало. Эффект треснутого зеркала был сделан при помощи молотка, а кровь на запястье Роллинза — смесь красной краски и кофе. Позднее альбом стал классикой хардкора и панк-рока в целом. Журнал Rolling Stone поставил его на 340 место в списке 500 величайших альбомов всех времен. К Black Flag и другим хардкор-группам пришёл небывалый успех. На SST записывалось огромное количество молодых, но впоследствии ставших классическими в своём жанре коллективов — Hüsker Dü, Descendents, Meat Puppets и прочие. В 80-х годах студия стала самой почитаемой и влиятельной в независимой индустрии. Зимой 1981 года Black Flag вместе с группой Minutemen отправились в тур по Европе, во время которого они выступили с Ричардом Хеллом. Когда группа собиралась возвращаться в США в Великобритании таможенниками из-за проблем с визой был задержан колумбийский барабанщик РОБО и ему не разрешили вернуться в страну. Позднее, в 1983 году, он все же смог приехать в США, где стал участником хоррор-панк-группы The Misfits. В связи с этим гастрольная деятельность Black Flag на некоторое время была прервана. Место ударника на один тур занял Емиль Джонсон из группы Twisted Roots.
В 1982 году на место РОБО был принят бывший участник группы D.O.A. Чак Бискитс в Ванкувере во время турне и провел с группой оставшиеся выступления. В этом же году в таком составе Black Flag записали пиратский сборник «Demos», некоторые песни из которого, позже, вошли в альбом My War. Из-за межличностных отношений Бискитс все же покинул «Чёрный Флаг». На его место в январе 1983 года пришёл Билл Стивенсон, который в то же время играл на ударных в панк-группе Descendents. В новом составе в июле музыканты выпустили четвёртый мини-альбом TV Party.
В 1983 году группа выпустила сборник редких композиций под названием Everything Went Black, а в конце года её покинул Чак Дуковски. Гинн был недоволен его решением и, тем не менее, несколько песен Дуковски были представлены в поздних альбомах Black Flag и он продолжал выступать в качестве тур-менеджера коллектива. В том же году лейбл Unicorn Records подал в суд на SST и Black Flag за несоблюдение ими прав на выпуск нового материала. Во время решения судебного вопроса, группу лишили использования названия «Black Flag», из за этого сборник Everything Went Black был записан не на группу, а на её музыкантов. Позднее лейбл объявил о своём банкротстве и музыканты были освобождены от запрета использования названия своей группы. В том же году была выпущена ещё одна компиляция The First Four Years, состоящая из композиции всех ранее изданных мини-альбомов и сингла и двух ранее не изданных треков: «Clocked In» и «Machine».

### Напряженное творчество и внезапный распад (1984—1986)
Гинн после ухода Дуковски был признанным лидером и написал для группы большинство песен. В 1984 году группа выпустила второй альбом My War, который оказался далёким от ортодоксальных канонов хардкор-музыки. В связи с отсутствием в группе бас-гитариста, в его качестве в записи пластинки принимал участие Гинн, используя псевдоним Дейл Никсон. Первые шесть песен на первой стороне похожи на материал 1981 года, а песни второй стороны напоминают дум-металлические композиции в духе Black Sabbath. My War оказал серьёзное влияние на многие группы жанров металл и гранж. Две песни альбома «My War» и «I Love You» написаны Чаком Дуковски.
Вскоре на место басиста в группу была принята сестра клавишника Пола Росслера из группы 45 Grave — Кира Росслер. После её прихода в группе начался самый плодотворный творческий период. Дуковски был опытным и мощным бас-гитаристом, а Росслер привнесла в игру группы новый уровень сложности. Это соответствовало музыкальным амбициям Грега Гинна.
В конце 1984 года группа выпустила ещё два студийных альбома: в сентябре вышел Family Man, а в декабре появились Slip It In и первый концертный альбом группы Live '84. В их композициях музыканты плотно начали экспериментировать со звучанием в сторону тяжелого металла. В течение года музыканты практически постоянно гастролировали, проведя за год 178 концертов. Первая сторона альбома Family Man представляет собой треки, исполненные Генри Роллинзом форме spoken word (пример таких записей вскоре был перенят многими панк-группами и музыкантами, включая Джелло Биафру) и только последняя композиция «Armageddon Man» — единственный трек в альбоме, где Роллинз и инструменты записаны совместно, он является неким разделителем альбома, а вторая сторона, записана в жанре инструментального рока.
Альбом Slip It In по звучанию напоминает пластинку My War, то есть: тяжелый, интенсивный, плотный и прогрессивный. Так же он демонстрирует все более широкое использование инструментальньной музыки в стиле фьюжн-джаз, что проявляется в песне «Obliterationе», где Грег Гинн продемонстрировал более сложный стиль игры Black Flag.
Помимо записи альбомов группа много гастролировала. Однажды Black Flag отыграли в течение суток три концерта в разных штатах. Концертный альбом Live '84, записанный 24 августа 1984 года в клубе Stone города Сан-Франциско, Калифорния, был выпущен в декабре того же года. Большинство его треков так же представлены в альбомах My War и Slip It In. Первоначально альбом был выпущен только на аудиокассетах, а в 1998 году он был переиздан на CD.
В дальнейшем группа все больше отдалялась от панка к металу и хард-року. В 1985 году группа записала 2 альбома в абсолютно чуждом панку стиле. Музыка Black Flag постепенно становилась всё депрессивнее и мрачнее. В мае был выпущен альбом Loose Nut. Последний альбом In My Head был выпущен в октябре. Он был записан в тянучей манере в стиле тяжелого-рока. Вокал варьируется от речитативов хардкор-панка до шептания, схожего с блэк-металом, в композиции «It’s All Up to You» присутствует бэк вокал Киры Росслер. Изначально Грег Гинн намеревался записать его как свой первый сольный альбом. В переиздание на CD были добавлены три песни, которые присутствуют на EP I Can See You, первоначальная же версия была выпущена на аудиокассетах и LP. Спустя много лет известный журнал журнал Kerrang! отметил, что альбом группы является ярким дум-металлическим произведением. Не выдержав столь напряженной работы из группы вскоре ушли Росслер и Стивенсон. Многие идеи альбома позднее были заимствованы группами Nirvana и Paradise Lost.
19 марта 1986 года был выпущен второй концертный альбом Who’s Got the 10½?, который был записан 23 августа 1985 года на концерте Starry Night в городе Портленд, Орегон.
После напряженного творческого периода из группы вскоре ушли Росслер и Стивенсон. Место за барабанной установкой занял Энтони Мартинес, а бас-гитаристом стал Сэл Ревуэлта. Однако новый состав так и не записал ни одной пластинки и провел лишь одно турне. Свой последний концерт Black Flag отыграли 27 июня 1986 года в Детройте, Мичиган. Шоу имело хорошее качество звука и было доступно через онлайн трейдинг.
В середине 1986 года Грег Гинн собрал группу и объявил им о своем уходе из команды. Так как он являлся лидером коллектива, владельцем студии SST и основным продюсером всех пластинок, это означало лишь одно — прекращение существования легендарного «Чёрного Флага».

## После распада
В середине восьмидесятых братья Грег Гинн и Раймонд Петтибон разругались и больше не общались. Начиная с 1990-х Петтибон стал достаточно известной фигурой на современной арт-сцене. Грег выпустил несколько сольных альбомов, активно гастролировал и выступал совместно с множеством известных групп, таких как HOR, The October Faction, Confront James и EL BAD. На его студии SST записывалось множество знаменитых групп, в их числе: Sonic Youth, Minutemen, Meat Puppets, Negativland, Saccharine Trust, Descendents, Husker Du и другие. В одном из интервью Гинн заявил, что по сей день играет на гитаре как минимум шесть ночей в неделю, что напоминает его принципы времен Black Flag. Журнал Rolling Stone поставил его на 99 позицию списка «100 величайших гитаристов всех времен».
После распада группы компания Гинна SST выпустила несколько пластинок Black Flag, так как ей по прежнему принадлежали права на группу. На лейбле были выпущены мини-альбомы Minuteflag (1986), Annihilate This Week (1987), I Can See You (1989), сборник Wasted…Again (1987). 1 ноября 2010 года на независимом лейбле CD Presents вышел концертный альбом Live at the On Broadway 1982, записанный 23 и 24 июля 1982 года в Сан-Франциско.
Генри Роллинз вместе со своим другом Крисом Хаскеттом основал группу Rollins Band, исполняющую альтернативный рок, которая обрела большую популярность. Помимо музыкальной карьеры он работал теле- и радиоведущим, актёром, снявшись в известных фильмах, в числе которых Джонни-мнемоник, Поворот не туда 2: Тупик, Сыны анархии и многие другие, и является автором нескольких книг.
Робо и Дез Кадена вошли в состав легендарной хоррор-панк-группы Misfits (последний до сих пор является участником коллектива). Билл Стивенсон продолжил играть в панк-группе Descendents, а также в группах The Lemonheads и Only Crime.
Песни Black Flag перепели многие знаменитые рок-группы. 8 октября 2002 года компанией Initial Records был выпущен официальный трибьют Black Flag — Black on Black: A Tribute to Black Flag, 14 марта 2004 года он был переиздан лейблом ReIgnition Recordings. Трибьют группы под названием Rise Above: 24 Black Flag Songs to Benefit the West Memphis Three так же выпускала группа Генри Роллинза Rollins Band. Он так же является тринадцатым официальным альбомом группы.

## Воссоединение в 2003
В сентябре 2003 года Black Flag временно воссоединился, чтобы отыграть несколько выступлений. Музыканты дали три концерта — два в Hollywood Palladium и один в Alex’s Bar на Лонг-Бич, Калифорния. Профессиональный скейтбордист и певец Майк Валлели вместе с коллективом исполнил песни из альбома My War на одном из концертов. В составе воссоединившейся группы Дез Кадена выступил в роли вокалиста и сыграл ритм-гитариста, на лид-гитаре выступил Грег Гинн, Си Л Ревьелта — на бас-гитаре и Робо — за барабанной установкой. Концерты носили благотворительный характер и проходили в поддержку бездомных котов. Такую инициативу проявил сам Грег Гинн известный ещё и как активный спаситель этих животных.

## Get in the Van: On the Road With Black Flag

Обложка книги Get in the Van: On the Road With Black Flag

Ещё выступая с Black Flag, Генри Роллинз вел дневники во время гастрольных поездок с момента прихода его в группу в 1981 году до самого момента распада коллектива в 1986 году, которые позже вошли в книгу «Get In The Van: On The Road With Black Flag». Эта книга содержит описание повседневных будней участников Black Flag: концертные выступления, записи песен, стычки со скинхедами и полицией и т. д. В книге имеются иллюстрации в виде более чем двухсот фотографий работ Глена Э. Фридмана, Эда Колвера и Наоми Петерсона, а также изображения плакатов, листовок и рисунков работы участника первого состава Black Flag художника Рэймонда Петтибона. На обложку книги помещена фотография Гэри Леонарда, изображающая отряд сотрудников полиции Лос-Анджелеса, отправляющихся на совместное шоу Ramones и Black Flag 17 ноября 1984 года. В конце книги имеется перечень состава коллектива в разные годы и даты туров. Впервые Книга была опубликована в 1994 году издательством Роллинза «2.13.61», названной в честь даты его рождения. Позже она была издана в формате аудиокниги, разделы из которой были прочитаны и записаны Генри Роллинзом и выпущены компанией Quarterstick Records на двойном CD, являющимся его студийным альбомом. В 1995 году этот альбом получил премию Грэмми в номинации «Лучший альбом разговорного жанра».
В конце 2004 года книга была переиздана с включением в себя дополнительные журнал записей от 1994 и 2004 годов. Один журнал упоминаний принадлежит авторству Джо Коула (лучший друг Роллинза, который посоветовал ему написать эту книгу), опубликованное под названием Planet Joe (рус. Планета Джо), которая предлагает альтернативный пересчет дат. Во введении говорится о том, что Роллинз начал работу по составлению книги на основе дневников в 1990 году. Он также объясняет, что многие из записей журнала были написаны во время его проживания на заднем дворе дома родителей гитариста Black Flag Грега Гинна.

Интернет-журнал Punk Book Review положительно отозвался об этой работе:
Он провел почти шесть лет своей жизни по дороге с Black Flag, «Get in the Van: On the Road With Black Flag» останется свидетельством трудолюбия и преданности, которая вывела панк и хардкор на новый уровень. Есть моменты в книге, где вы будете сочувствать Генри Роллинзу и остальным и где вы будете совершенно ненавидеть его. По сути дела, эта книга просто о человеке... человеке и его миссии.

## Стиль и влияние
Black Flag являются первопроходцами музыкального направления хардкор, который очень быстро стал мощным антикоммерческим движением и по сей день остается одним из ведущих альтернативных направлений. Музыка отличалась от классических форм панк-рока большим неистовством и более грязным звучанием. Вокал больше напоминал крик, нежели пение, тексты песен несли грубость и непристойности, бешеный звук ударных инструментов и гитар, в звучании которых можно было уловить жесткие и примитивные гитарные риффы близкие к хэви-металу. Ещё одной характерной приметой музыки было резкое ускорение темпа к концу куплета, припева или самой композиции. Основным определением музыки коллектива являлся предельный минимализм — короткие песни с незамысловатыми мелодиями, которые в то же время несли в себе колоссальную энергию. Black Flag оказал огромное влияние не только на развитие панк-рока, но также на возникновение брутальных форм металла.
В своей книге Our Band Could Be Your Life автор Майкл Аззерад выделил Black Flag в числе трех наиболее значимых групп американского хардкора восьмидесятых годов наряду с коллективами Minor Threat и Bad Brains.
Благодаря своей напористости, необычному звучанию и пропагандой философии DIY, Black Flag в те годы оказал огромное влияние на развитие местной, а позднее и всей североамериканской хардкор-сцены. Одними из первых, группа, помимо «домашних» концертов, начала устраивать туры по всей Америке, а позже и мировые поездки. Прежде слабо знавшие друг друга хардкор-группы благодаря этим концертным поездкам получали обмен опытом.
Несмотря на свою известность, как хардкор-панк-группа, музыканты записали лишь один полноформатный альбом Damaged, который полностью придерживается этого направления. Начиная со второго студийного альбома My War группа начала экспериментировать в других музыкальных жанрах от инструментального рока до депрессивного дум-метала. В альбоме Family Man вся первая сторона записана в разговорном жанре spoken word, который Роллинз так же использовал после распада коллектива.
Среди наиболее известных групп и музыкантов, испытавших на себе влияние Black Flag можно отметить Курта Кобейна (Nirvana), Раса Рэнкина (Only Crime, Good Riddance), Келли Скотта (Neurosis, Tribes of Neurot, Blood and Time), Melvins, Soundgarden и Slayer.

## Составы группы
Ниже приведён полный список участников Black Flag c момента основания группы до момента её распада, а также состав временного воссоединения.
| Лето 1976              | - Кит Моррис — вокал - Грег Гинн — гитара - Раймонд Петтибон — бас                       |
| 1977                   | - Кит Моррис — вокал - Грег Гинн — гитара - Канзас — бас - Брайан Мигдол — ударные       |
| Лето 1977              | - Кит Моррис — вокал - Грег Гинн — гитара - Спот — бас - Брайан Мигдол — ударные         |
| 1977—1978              | - Кит Моррис — вокал - Грег Гинн — гитара - Чак Дуковски — бас - Брайан Мигдол — ударные |
| 1978 — Ноябрь 1979     | - Кит Моррис — вокал - Грег Гинн — гитара - Чак Дуковски — бас - РОБО — ударные          |
| Ноябрь 1979 — Май 1980 | - Рон Рейес — вокал - Грег Гинн — гитара - Чак Дуковски — бас - РОБО — ударные           |

| Июнь 1980 — Август 1981  | - Дез Кадена — вокал - Грег Гинн — гитара - Чак Дуковски — бас - РОБО — ударные                                             |
| Август — Декабрь 1981    | - Генри Роллинз — вокал - Грег Гинн — лид-гитара - Дез Кадена — ритм-гитара - Чак Дуковски — бас - РОБО — ударные           |
| Декабрь 1981 — Март 1982 | - Генри Роллинз — вокал - Грег Гинн — гитара - Чак Дуковски — бас - Билл Стивенсон — ударные                                |
| Май — Июль 1982          | - Генри Роллинз — вокал - Грег Гинн — лид-гитара - Дез Кадена — ритм-гитара - Чак Дуковски — бас - Емиль Джонсон — ударные  |
| Июль — Декабрь 1982      | - Генри Роллинз — вокал - Грег Гинн — лид-гитара - Дез Кадена — ритм-гитара - Чак Дуковски — бас - Чак Бискидс — ударные    |
| Январь — Апрель 1983     | - Генри Роллинз — вокал - Грег Гинн — лид-гитара - Чак Дуковски — бас - Дез Кадена — ритм-гитара - Билл Стивенсон — ударные |

| Май — Август 1983          | - Генри Роллинз — вокал - Грег Гинн — гитара - Чак Дуковски — бас - Билл Стивенсон — ударные       |
| Август — Декабрь 1983      | - Генри Роллинз — вокал - Грег Гинн — гитара, бас - Чак Бискидс — ударные                          |
| Декабрь 1983 — Апрель 1985 | - Генри Роллинз — вокал - Грег Гинн — гитара - Кира Росслер — бас - Билл Стивенсон — ударные       |
| Май — Сентябрь 1985        | - Генри Роллинз — вокал - Грег Гинн — гитара - Чак Дуковски — бас - Энтони Мартинес — ударные      |
| Январь — Август 1986       | - Генри Роллинз — вокал - Грег Гинн — лид-гитара - Си Л Ривьелта — бас - Энтони Мартинес — ударные |
| Сентябрь 2003              | - Дез Кадена — вокал, ритм-гитара - Грег Гинн — лид-гитара - Си Л Ривьелта — бас - РОБО — ударные  |
| Январь 2013 -              | - Рон Рейес — вокал, - Грег Гинн — гитара - Дейв Клейн — бас - Грегори Мур — ударные               |

## Дискография

### Студийные альбомы
- Damaged (1981)
- My War (1984)
- Family Man (1984)
- Slip It In (1984)
- Loose Nut (1985)
- In My Head (1985)
- What The… (2013)

## Книги
- Get in the Van: On the Road With Black Flag (1994)

## Фильмография
Ниже представлены официально выпущенные фильмы с участием Black Flag.
| Год  | Русское название             | Оригинальное название               | Режиссёр        | Примечания |
| ---- | ---------------------------- | ----------------------------------- | --------------- | --- |
| 1981 | Падение западной цивилизации | The Decline of Western Civilization | Пенелопа Сфирис | Культовый документальный фильм о панк-рок-сцене Лос-Анджелеса снятый в 1979 и 1980 годах.                                                                                                  |
| 1984 | Black Flag Live              | Black Flag Live                     | Пол Рэчман      | Запись концерта во время тура по Великобритании в 1984 году. |
| 1985 | Hardcore, Vol. 1             | Hardcore, Vol. 1                    | Пол Рэчман      | Первая часть издания, содержащего клипы панк-рок и хардкор-панк групп. |
| 2005 | Punk: Attitude               | Punk: Attitude                      | Дон Леттс       | Документальный фильм. Исследует панк-рок с момента его образования и его влияние на современную рок-музыку и другие жанры.                                                                 |
| 2006 | Американский Хардкор         | American Hardcore                   | Пол Рэчман      | Документальный фильм о пионерах американской хардкор-сцены, основанный на книге Стивена Блуша «American Hardcore: A Tribal History». Содержит интервью Грега Гинна.                        |
| 2007 | Punk's Not Dead              | Punk’s Not Dead                     | Сьюзан Диннер   | Документальный фильм о панк-культуре. Также включает различные интервью и закулисные кадры. За год до официального выхода фильм был показан на множестве известных мировых кинофестивалей. |